# ورنر لامپه
ورنر لامپه (آلمانی: Werner Lampe؛ زادهٔ ۳۰ نوامبر ۱۹۵۲)  شناگر اهل آلمان بود.
وی در مسابقات کشوری و بین‌المللی در مجموع برندهٔ ۲ مدال طلا، ۲ مدال نقره، ۲ مدال برنز شده‌است.